# Madam Nero
"Madam" Bea Nero is een stripfiguur in de Vlaamse serie De avonturen van Nero & Co, getekend door Marc Sleen. Madam Nero is de vrouw van Nero. Ze is een oudere, gezette vrouw met grijs knothaar.

## Personage
Nero's vrouw wordt altijd door iedereen "Madam Nero" genoemd en in verschillende albums draagt ze een andere naam. In "De Ark van Nero" (1953) wordt ze "Stanske" genoemd en in "De Kat van Katmandoe" (1978) "Bea", de naam die achteraf haar definitieve naam blijkt te zijn. Madam Nero wordt in de stripreeks slechts zelden bij haar voornaam genoemd.
Madam Nero maakte haar debuut in "Het Rattenkasteel" (1948). In de vroege Nero-albums is ze een helleveeg die voortdurend klaagt over Nero's reizen en hun gebrek aan geld. Ze laat Nero ook voortdurend allerlei huishoudelijk werk doen. In "De Erfenis van Nero" (1948-1949) laat ze zelfs de afwas drie maanden lang staan zodat Nero ze alsnog kan doen wanneer hij terugkeert van zijn reis. Desondanks is ze niet zo sterk en dominant als Madam Pheip. Als Nero spoorloos verdwijnt, zoals in "De Verdwenen Nero" (1979), "De Terugkeer van Geeraard de Duivel" (1983) en "De Boze Tongen" (1991) is ze volslagen hulpeloos en huilt ze veel. In "De Dolle Dina's" (1970) sluiten alle vrouwen zich aan bij de mannenhatende feministische beweging "De Dolle Dina's". Madam Nero heeft zo'n zwak karakter dat ze de eerste is die opnieuw een feministische hersenspoeling nodig heeft.
Madam Nero is op vele vlakken een stereotiepe huisvrouw. Naast het huishouden doen is haar favoriete bezigheid het hoedjes kopen samen met boezemvriendin Madam Pheip, en het houden van theekransjes. De twee vriendinnen maken ook weleens ruzie, maar aan het einde van het verhaal wordt dit meestal weer bijgelegd om wafels te bakken. In "De Brief aan Nasser" (1963) breekt ze het wereldrecord telefoneren door onder een stapel kussens met Madam Pheip te bellen. In "Ottoman De Veertiende" (1974) blijkt ze een slechte chauffeur te zijn. Ze is ook ijdel. In "De Sluikslapers" (1974) koopt ze een papegaai die de hele tijd dezelfde zin herhaalt: "Sjonge, sjonge, wat ben je mooi!" Madam Nero is daarnaast verzot op soaps als Dallas, Falcon Crest en Dynasty en verder breit ze regelmatig.
Bea is ook een vrij jaloers persoon. In "De Blauwe Mannen" (1968) vertrekt ze woedend op reis nadat Nero bekent dat hij van de Franse zangeres Sylvie Vartan houdt. Na sommige woordenwisselingen met Nero is ze zo kwaad dat ze haar koffers pakt en weer naar haar moeder gaat Alhoewel ze in latere albums minder kordaat wordt, toont ze zich soms nog vrij assertief. In "De Wortelschieters" (1956) trekt ze mee met haar man op avontuur. In "Het Lodderhoofd" (1961-1962) toont ze zich erg actief in de strijd tegen de misdadigers die Nero's hoofd en geld hebben gestolen. In "De Drie Wrekers" (1992) drinkt ze van het Matsuokabier en waant zich Margaret Thatcher, waardoor ze op slag veel moediger en ondernemender wordt. Met haar deegrol verdrijft ze ook geregeld slechteriken.
De meeste Nero-albums eindigen met een grote wafelenbak, altijd verzorgd door Madam Nero en Madam Pheip.

## Trivia
- Madam Nero verliest twee keer haar spraakvermogen. In "Het Knalgele Koffertje" (1959) bijt ze op haar tong en kan niet meer spreken. In "De Bende van Lamu" (1987) krijgt ze na het eten van karamel haar mond niet meer open. Een reisje met een raket brengt haar lippen via de luchtdruk weer van elkaar.
- Moeder Stans, een personage uit Marc Sleen's andere stripreeks "De Lustige Kapoentjes" lijkt als twee druppels water op Madam Nero.
- Ook de vrouw van Balk, de buurman van Oktaaf Keunink, een andere stripfiguur van Sleen, lijkt sterk op Madam Nero.

## Referentie
1. ↑  dit gebeurt onder andere in de "De Ark van Nero" (1953) en "De Nerotiekers" (1970).. In strook 118 van "De Nerotiekers" (1970) blijkt haar moeder echter al jaren dood te zijn.